# (4380) Geyer
(4380) Geyer es un asteroide que forma parte del cinturón de asteroides y fue descubierto por Eric Walter Elst el 14 de agosto de 1988 desde el Observatorio de la Alta Provenza, Francia.

## Designación y nombre
Geyer se designó al principio como 1988 PB2.
Posteriormente, en 1990, fue nombrado en honor del astrónomo alemán Edward H. Geyer.

## Características orbitales
Geyer orbita a una distancia media del Sol de 3,04 ua, pudiendo acercarse hasta 2,843 ua y alejarse hasta 3,236 ua. Tiene una excentricidad de 0,06476 y una inclinación orbital de 9,893 grados. Emplea en completar una órbita alrededor del Sol 1936 días.

## Características físicas
La magnitud absoluta de Geyer es 11,8.